# 日本ダウン症協会
公益財団法人日本ダウン症協会（にほんダウンしょうきょうかい、英語:  Japan Down Syndrome Society、略称：JDS）は、ダウン症候群のある人たちとその家族、支援者で作る会員組織。 
1995年発足。国際ダウン症連合 (DSI) に所属する。 会員数は全国に約5700名。 

## 概要
協会の本部は東京都の豊島区にあり、全国に支部をもつ。 
ダウン症に関しての 
- 知識の普及啓発
- 情報の提供
- 調査や研究
- 相談
- その他ダウン症のための種々の事業

などを行い、ダウン症のある人たちとその家族の福祉の増進に寄与することを目的としている。 
また毎年3月21日に行われる世界ダウン症の日の日本におけるイベントを運営している。 

## 活動
相談活動豊富な経験や情報を持つ相談員が、ダウン症に関する相談を電話、対面、などで行っている。必要に応じて専門家の紹介も行う。
会報発行・広報出版活動「JDSニュース」を毎月発行し、「ダウン症miniブック」をシリーズで発行している。書籍の発行や医療機関に置くリーフレットの作成などもしている。
セミナーの開催ダウン症をもつ人やその家族や一般市民向けのセミナーを定期的に開催している。
短期事業芸術創作活動などのイベントを行う。
その他会員相互の親睦を図るための全国及び地方ブロック大会、ダウン症の啓発活動、ダウン症に関する事柄についての国や行政への働きかけ、海外のダウン症団体との交流活動、「世界ダウン症の日」のイベントの運営など。

## 沿革
- 1995年 - 全国各地にあった患者団体がまとまる形で任意団体として発足。
- 2001年 - 財団法人日本ダウン症協会となる。
- 2004年 - 世界ダウン症連合（en:DOWN SYNDROME INTERNATIONAL）が 世界ダウン症の日を制定。2006年より実施。
- 2008年 - 国の公益法人制度改革により特例民法法人となる。
- 2012年 - 国連により世界ダウン症の日が国連デーの1つに制定される。
- 2013年 - 公益財団法人日本ダウン症協会となる。

## 書籍
- ようこそダウン症の赤ちゃん（三省堂、日本ダウン症協会著）